# Danzante
Danzante est une petite île mexicaine située dans le golfe de Californie au large des côtes de la Basse-Californie du Sud et proche de l'île de Carmen.

## Géographie
Danzante est situé au sud du golfe de Californie et se trouve à 3,5 km de la péninsule de Basse-Californie à 3 km de Carmen. Elle fait environ 5,8 km de longueur et 1,5 km de largeur maximales pour 4,154 km2 de superficie totale. Au nord de cette île montagneuse, seul un isthme relie la péninsule continentale. Danzante est isolée et se trouve à près de 20 km de Loreto, la plus proche ville. L'île a été proclamée en juillet 1996 parc national et fait également partie du patrimoine naturel des îles et des zones protégées dans le golfe de Californie de l'Unesco.

## Histoire
En 2005, l'île a été classée avec 244 autres au Patrimoine mondial de l'humanité par l'UNESCO comme « Îles et aires protégées du Golfe de Californie ». L'une des principales raisons de ce classement est que les scientifiques y ont recensé plus de 90 espèces endémiques de poissons dans les bassins maritimes avoisinants les rivages de l'île.

## Flore et faune
Danzante accueille seize espèces de reptiles incluant : Aspidoscelis tigris, Bogertophis rosaliae, Callisaurus draconoides, Chilomeniscus stramineus, Coleonyx variegatus, Coluber fuliginosus, Crotalus ruber, Hypsiglena ochrorhyncha, Hypsiglena slevini, Petrosaurus repens, Phyllodactylus nocticolus, Rena humilis, Sauromalus slevini, Trimorphodon lyrophanes, Urosaurus nigricaudus et Uta stansburiana.